# Rostamīyeh
Rostamīyeh (persiska: رستميه) är en ort i Iran.   Den ligger i provinsen Khuzestan, i den västra delen av landet, 700 km söder om huvudstaden Teheran. Rostamīyeh ligger 3 meter över havet och antalet invånare är 208.
Terrängen runt Rostamīyeh är mycket platt. Runt Rostamīyeh är det ganska tätbefolkat, med 139 invånare per kvadratkilometer. Närmaste större samhälle är Abadan, 10,3 km nordväst om Rostamīyeh. Trakten runt Rostamīyeh är ofruktbar med lite eller ingen växtlighet.